# Fengyun 2D
Fengyun 2D é um satélite meteorológico de fabricação chinesa. É o quinto satélite da série Fengyun 2. Foi lançado a bordo de um foguete Longa Marcha 3A a partir do Centro Espacial de Xichang, em 8 de dezembro de 2006, às 08:53 (horário local). Entrou em uma órbita de 202 x 36,525 km às 09:17 (horário local), à 80,595° E de longitude.